# ونتسا دل ریو المر
ونتسا دل ریو المر (به اسپانیایی: Ventosa del Río Almar) یک شهرستان در اسپانیا است که در سالامانکا واقع شده‌است.

## خصوصیات
ونتسا دل ریو المر ۱۷ کیلومترمربع مساحت و ۱۳۴ نفر جمعیت دارد.